# Crise des réfugiés ukrainiens
Pour un article plus général, voir Diaspora ukrainienne.

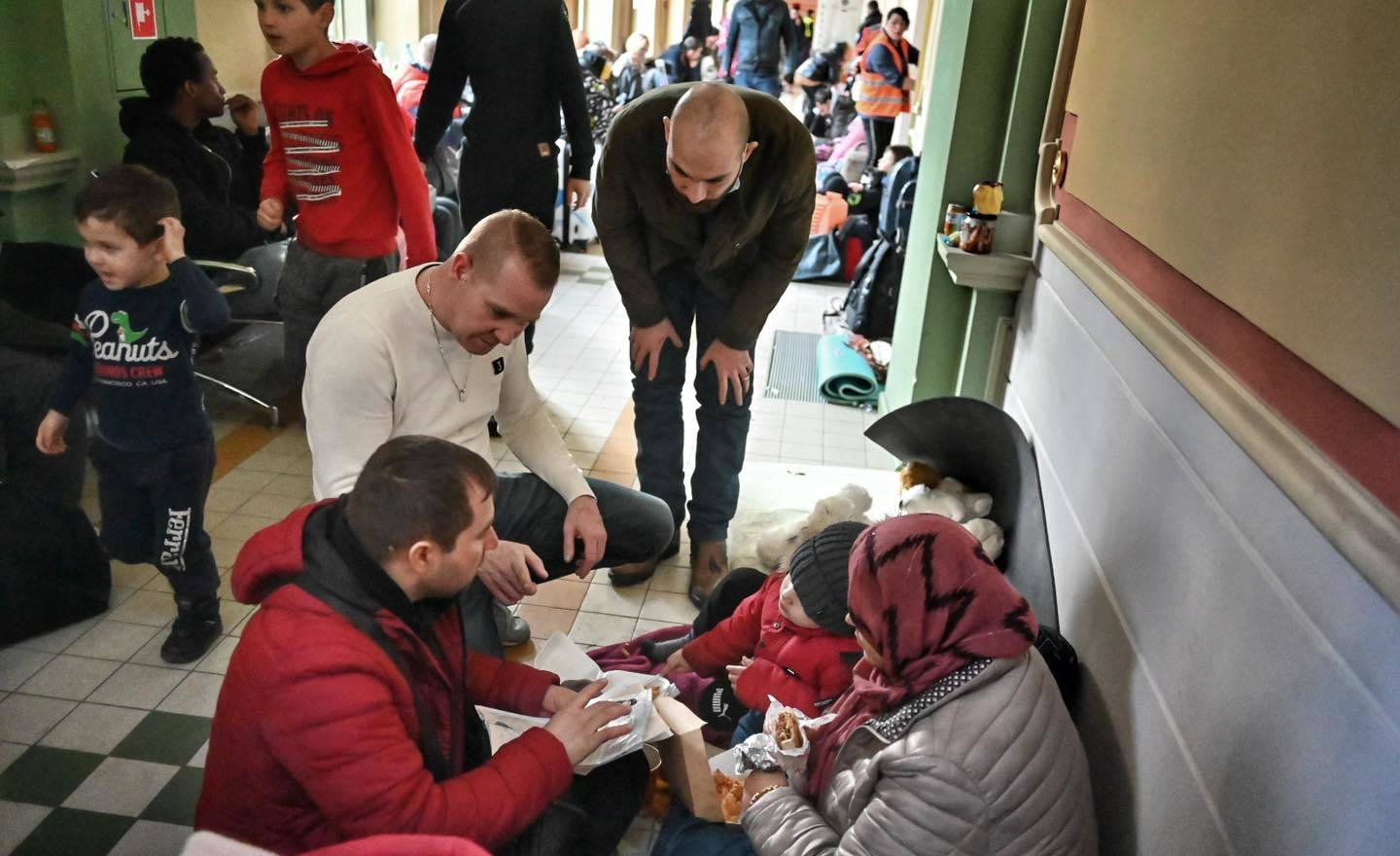
Aide aux réfugiés ukrainiens dans la gare de la ville polonaise frontalière de Przemyśl en février 2022.

La crise des réfugiés ukrainiens est un important mouvement de réfugiés en provenance d'Ukraine lors de l'invasion de l'Ukraine par la Russie. Elle commence avec l'invasion des troupes russes le 24 février 2022, dans le cadre de la guerre russo-ukrainienne, débutée en 2014. Avant l'invasion, plusieurs pays européens se préparent à accueillir des réfugiés.
Des centaines de milliers de personnes fuient dans les premiers jours après l'attaque. La plupart trouvent refuge dans les pays voisins à l'ouest de l'Ukraine : la Pologne, la Hongrie, la Moldavie, la Roumanie et la Slovaquie. Beaucoup de personnes touchées cherchent refuge chez des proches qui vivent à l'étranger.
L'Union européenne et certains pays annoncent qu'ils seront ouverts aux Ukrainiens afin que les réfugiés n'aient pas à passer par une procédure d'asile. Les compagnies de chemin de fer de plusieurs États, comme la France, la Pologne et l'Allemagne, permettent aux réfugiés ukrainiens de voyager gratuitement en train.
Les chiffres sur les personnes fuyant l'Ukraine peuvent changer rapidement et ne sont souvent que des estimations. Les voyages d'un pays à l'autre ne sont pas nécessairement enregistrés officiellement. Les Ukrainiens peuvent voyager dans certains pays d'Europe sans visa. Ils peuvent être autorisés à rester dans le pays pendant une période prolongée, par exemple 90 jours, sans autorisation spéciale. Ailleurs, ils doivent demander l'asile. De plus, traverser la frontière dans un pays ne signifie pas que les gens resteront dans ce pays.
De très nombreuses ukrainiennes sont victimes de prostitution dans les pays d'accueil,. 

## Légal
Les responsables de l'Union européenne et des États individuels ont réfléchi à la mise en œuvre de la directive sur la protection temporaire pour la première fois de son histoire afin que les réfugiés n'aient pas à passer par la procédure d'asile de l'Union européenne,,. Les compagnies ferroviaires de plusieurs pays, dont la France, l'Allemagne et l'Autriche, autorisent les réfugiés ukrainiens à voyager gratuitement en train.

## Chiffres
| Réfugiés ukrainiens à travers l'Europe selon le HCR (seulement les pays ayant plus de 100 000 réfugiés) * | Réfugiés ukrainiens à travers l'Europe selon le HCR (seulement les pays ayant plus de 100 000 réfugiés) * | Réfugiés ukrainiens à travers l'Europe selon le HCR (seulement les pays ayant plus de 100 000 réfugiés) * | Réfugiés ukrainiens à travers l'Europe selon le HCR (seulement les pays ayant plus de 100 000 réfugiés) * | Réfugiés ukrainiens à travers l'Europe selon le HCR (seulement les pays ayant plus de 100 000 réfugiés) * |
| --- | --- | --- | --- | --- |
| Pays | | | Nombre | |
| Russie | Russie | | 2,852,395                                                                                                 | 2,852,395                                                                                                 |
| Pologne                                                                                                   | Pologne                                                                                                   | | 1,564,711                                                                                                 | 1,564,711                                                                                                 |
| Allemagne                                                                                                 | Allemagne                                                                                                 | | 1,055,323                                                                                                 | 1,055,323                                                                                                 |
| Tchéquie                                                                                                  | Tchéquie                                                                                                  | | 497,217                                                                                                   | 497,217                                                                                                   |
| États-Unis                                                                                                | États-Unis                                                                                                | | 221,000                                                                                                   | 221,000                                                                                                   |
| Italie | Italie | | 171,239                                                                                                   | 171,239                                                                                                   |
| Espagne                                                                                                   | Espagne                                                                                                   | | 170,345                                                                                                   | 170,345                                                                                                   |
| Royaume-Uni                                                                                               | Royaume-Uni                                                                                               | | 154,600                                                                                                   | 154,600                                                                                                   |
| Bulgarie                                                                                                  | Bulgarie                                                                                                  | | 146,659                                                                                                   | 146,659                                                                                                   |
| France | France | | 118,994                                                                                                   | 118,994                                                                                                   |
| Moldavie                                                                                                  | Moldavie                                                                                                  | | 109,630                                                                                                   | 109,630                                                                                                   |
| Roumanie                                                                                                  | Roumanie                                                                                                  | | 106,786                                                                                                   | 106,786                                                                                                   |
| Slovaquie                                                                                                 | Slovaquie                                                                                                 | | 105,732                                                                                                   | 105,732                                                                                                   |
| Turquie                                                                                                   | Turquie                                                                                                   | | 95,847 | 95,847 |
| Autriche                                                                                                  | Autriche                                                                                                  | | 93,579 | 93,579 |
| Pays-Bas                                                                                                  | Pays-Bas                                                                                                  | | 85,210 | 85,210 |
| Lituanie                                                                                                  | Lituanie                                                                                                  | | 71,367 | 71,367 |
| Suisse | Suisse | | 70,730 | 70,730 |
| Irlande                                                                                                   | Irlande                                                                                                   | | 70,077 | 70,077 |
| Belgique                                                                                                  | Belgique                                                                                                  | | 65,658 | 65,658 |
| Estonie                                                                                                   | Estonie                                                                                                   | | 63,850 | 63,850 |
| * Chiffres communiqués par les gouvernements au 15 novembre 2023.                                         | | | | |

Le Bureau de la coordination des affaires humanitaires a estimé le 27 février qu'il y aura 7,5 millions de réfugiés nationaux dans deux mois en Ukraine. 18 millions de personnes sont touchées par le conflit et 12 millions de personnes auront besoin d'une aide médicale. Jusqu'à quatre millions de personnes fuient avant la guerre.
Lors de la Conférence des Nations unies sur les réfugiés, le 27 février 2022, il a été annoncé que depuis la guerre, plus de 368 000 Ukrainiens ont fui. Avec plus de 600 000 réfugiés qui auraient fui l'Ukraine vers depuis le 1er mars 2022, le Haut-Commissariat des Nations Unies pour les réfugiés (HCR) craignait que la situation ne dégénérât en « la plus grande crise de réfugiés d'Europe de ce siècle ».
Le 11 mars 2022, l'ONU estime que 4,4 millions de personnes ont été déplacées en Ukraine du fait de la guerre, et que 2,5 millions avaient franchi la frontière avec un autre pays. La Pologne est le premier pays d'accueil en nombre de réfugiés avec 1,2 million de réfugiés,,,. Au 16 mars, la Pologne comptait le plus grand nombre de réfugiés ukrainiens, près de 1,9 million.
Des sportifs ukrainiens ont également dû fuir leur pays, à l'instar de la joueuse d'échecs Olga Babiy qui s'est réfugiée en Allemagne.

## Hébergement et aide
Le cofondateur d'Airbnb et deux autres responsables ont envoyé des lettres aux dirigeants européens des pays qui partagent une frontière avec l'Ukraine, offrant aux entreprises un soutien pour le logement temporaire des réfugiés. Le programme serait financé par des dons effectués via les sites Refugee Fund et avec le soutien des hôtes sur la plate-forme. Des organisations telles que UNICEF, le Haut Commissariat des Nations Unies pour les réfugiés, Comité international de secours, le Comité ukrainien américain de secours et d'autres ont commencé à accepter des dons monétaires pour aider les réfugiés et les personnes touchées par la crise. D'autres, comme le journal The Kyiv Independent ont lancé des campagnes GoFundMe pour collecter des fonds pour des causes spécifiques ou des appels pour que des objets physiques soient donnés par un individu,.

### Aide culturelle
Le 16 mai 2022, l'Unesco déclare vouloir aider à sauvegarder le patrimoine culturel immatériel des communautés de personnes réfugiées d'Ukraine, dans cinq pays (Hongrie, Moldavie, Pologne, Slovaquie, Roumanie). D'après son communiqué, la situation en Ukraine, en plus des pertes matérielles et humaines, a un mauvais impact sur la culture, en séparant des familles. Des mesures sont annoncées pour préserver le patrimoine (la réflexion étant prévue jusqu'en juin 2022), selon les procédures des Principes et modalités opérationnels pour la sauvegarde du patrimoine culturel immatériel en situations d’urgence. Celles-ci impliquent que les choix reviennent aux communautés affectées.

## Pays

### Belgique
Le secrétaire d'État belge à l'Asile et à la Migration, Sammy Mahdi, a déclaré le 25 février 2022 que la Belgique était solidaire de la Pologne et de la Hongrie. Cependant, il a appelé l'Europe à coordonner la réception. Deux jours plus tard, la ministre du Développement, Meryame Kitir, a annoncé que trois millions d'euros seraient alloués pour une aide humanitaire supplémentaire à l'Ukraine.

### France
La France « prendra sa part » dans l’accueil des réfugiés ukrainiens : cette annonce du Président Emmanuel Macron vendredi 25 février, relayée par les maires de métropoles et de collectivités, a été saluée par les associations d’aide aux migrants, même si elles jugent qu’il est trop tôt pour évaluer les besoins.
Le 1er mars 2022, une centaine de réfugiés ukrainiens sont arrivés en France.
Jusqu'à 930 d'entre eux sont hébergés pendant plus de deux mois, du 29 mars au 9 juin 2022, dans le ferry Méditerranée dans le port de Marseille, avant d'être laissés à eux-mêmes sans préparation ni solution,.
Selon une étude de 2024, la population réfugiée est issue de milieux plus favorisés et éduqués que la moyenne de la population d'Ukraine. En mars 2024, le ministre Jean-Noël Barrot déclare qu'une recrudescence des punaises de lit pendant l'été 2023 aurait été « artificiellement amplifiée sur les réseaux sociaux par des comptes dont il a été établi qu’ils sont d’inspiration ou d’origine russe, avec même un lien faux crée entre l’arrivée de réfugiés ukrainiens et la diffusion des punaises ».

### Israël
Israël accueille, en décembre 2022, 13 000 réfugiés ukrainiens. 65 % de ces réfugiés sont des femmes. Des proxénètes profitent de leur grande précarité pour les faire tomber dans la prostitution.    

### Pays-Bas

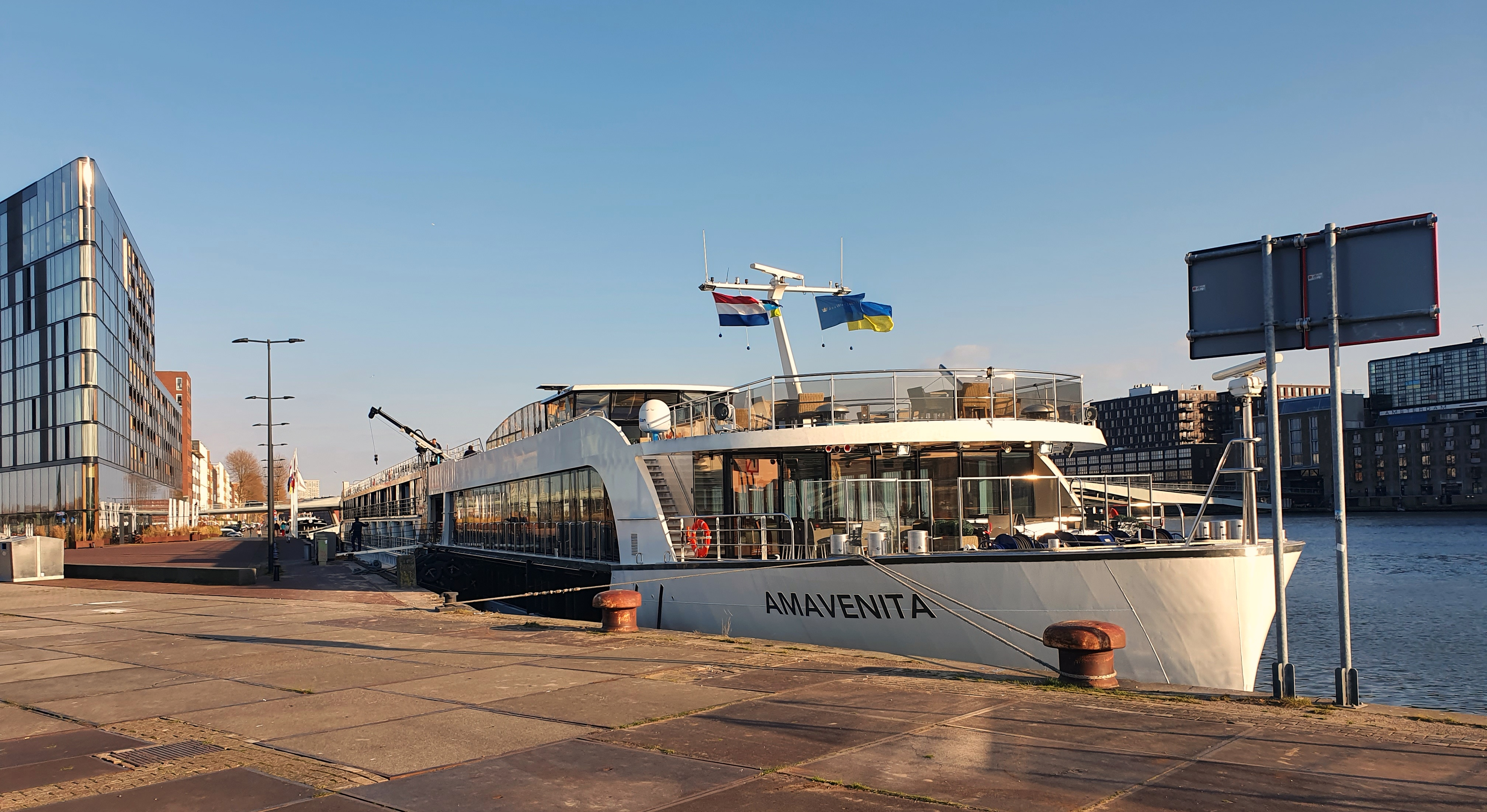
LAmavenita en mars 2022.

La ville de Rotterdam affrète le navire de croisière MS Volendam pour servir de refuge aux réfugiés ukrainiens. À Amsterdam, des réfugiés ukrainiens sont hébergés sur le bateau, l'Amavenita.

### Pologne
En un mois, de fin février à fin mars, la Pologne accueille plus de deux millions de réfugiés. À la date du 27 juillet 2022, cinq millions de personnes sont estimées avoir franchi la frontière entre l'Ukraine et la Pologne. Le journal Les Échos qualifie l'aide de la Pologne aux réfugiés de « hors norme ». En plus de l'hébergement, de multiples services ont été fournis comme le dons de vêtements, l'organisation logistique dans les gares et la prise en charge d'enfants. Fin juillet 3,5 millions de réfugiés auraient pris la route du retour.

### Russie
De nombreux ukrainiens partent en Russie à l'issue de la guerre mais la majorité des journaux occidentaux questionnent le fait que ce soit des départs volontaires et parlent plutôt de déplacements forcés. Le président ukrainien Volodymyr Zelensky dénonce « une déportation massive »,,.

## Critiques de la gestion de la crise

### Discrimination sur la couleur de peau et l'origine à la frontière ukrainienne
Selon USA Today, des rapports suggèrent que les personnes de couleur fuyant l'Ukraine sont victimes de discrimination à la frontière. Selon des universitaires et des réfugiés, la crise a mis en évidence le double standard dans la façon dont les nations traitent les réfugiés en fonction de leur pays d'origine, de leur race ou de leur religion. La réponse de l'Europe aux personnes de couleur fuyant l'Ukraine a mis en lumière le « racisme et la xénophobie flagrants » dont sont victimes les migrants et réfugiés noirs, a déclaré Ifrah Magan, professeure adjointe à la Silver School of Social Work de l'université de New York, qui a fui la Somalie lorsqu'elle était jeune.
Des rapports ont fait état de policiers et de membres du personnel de sécurité ukrainiens refusant de laisser des Nigérians monter dans les bus et les trains en direction de la frontière entre l'Ukraine et la Pologne, a déclaré le bureau du président du Nigeria dans un communiqué.
L'Association des journalistes arabes et du Moyen-Orient a condamné « les reportages racistes qui accordent plus d'importance à certaines victimes de la guerre qu'à d'autres ». Le groupe a déclaré qu'il avait suivi les reportages décrivant l'Ukraine comme « civilisée », « comme nous » et « de classe moyenne », tout en normalisant la tragédie au Moyen-Orient, en Afrique, en Asie du Sud et en Amérique latine.